# 愛知県立蒲郡東高等学校
愛知県立蒲郡東高等学校（あいちけんりつ がまごおりひがしこうとうがっこう）は愛知県蒲郡市大塚町にある県立高等学校。

## 概要
蒲郡市大塚町の山の麓にある。
地元では蒲東（がまひがし）と呼ばれているが、他の地域や高校野球の選抜大会など、また在校生のほとんどはがまとうと呼んでいる。
9月に行われる文化祭と体育大会はあわせて橘祭とよばれる。一般公開はしていない。
12月の終業式の日にはPTAの役員が豚汁を振舞う蒲豚汁（がまとんじる）が催される。

## 設置課程
- 全日制課程普通科

## 沿革
（沿革節の主要な出典は公式サイト）
- 1968年（昭和43年）4月1日 - 蒲郡高校の一部を間借りし、仮校舎とし創立。
- 1969年（昭和44年）3月31日 - 蒲郡市大塚町に本館（南校舎）が竣工。
- 1970年（昭和45年）3月20日 - 教室棟（北校舎）、武道場が竣工。
- 1971年（昭和46年）3月29日 - 体育館、校門が竣工。
- 1984年（昭和59年）5月31日 - 西校舎が竣工。
- 1990年（平成2年）4月1日 - ヨット部創部。
- 1993年（平成5年）3月9日 - 運動場整備完了。
- 1994年（平成6年）2月4日 - 弓道場新設。
- 2007年（平成19年）11月8日 - 創立40周年記念式典が実施され、40周年記念として校名の入ったオレンジ色のタオルが在校生に配られた。
- 2008年（平成20年）4月1日 - 平成20年度から入学する女子生徒は制服が変更された。ボタンのデザインはHP上でも募集されたが、校内の3年生のデザインが採用された。
- 2010年（平成22年）2月12日 - 耐震を含めた体育館改修工事完了。

## 基礎データ

### 通学区域
通学圏は、蒲郡市を中心に豊橋市から幸田町までのJR東海道本線沿線。昔からJR飯田線沿線からの進学者の流入は殆ど無い。

### アクセス
- 東海旅客鉄道（JR東海）東海道本線 三河大塚駅下車、徒歩で約15分。[2]

## 部活動

### 運動部
- 剣道部
- 弓道部
- ヨット部
- 陸上競技部
- サッカー部
- テニス部
- ソフトテニス部男女
- ハンドボール部男女
- 野球部
- ソフトボール部
- 卓球部男女
- バスケットボール部男女
- バレーボール部男女

### 文化部
- 茶道部
- 華道部
- 吹奏楽部
- 写真部
- 美術部
- 放送広報部
- 演劇部（ダンス部門も傘下にある）

## 著名な出身者

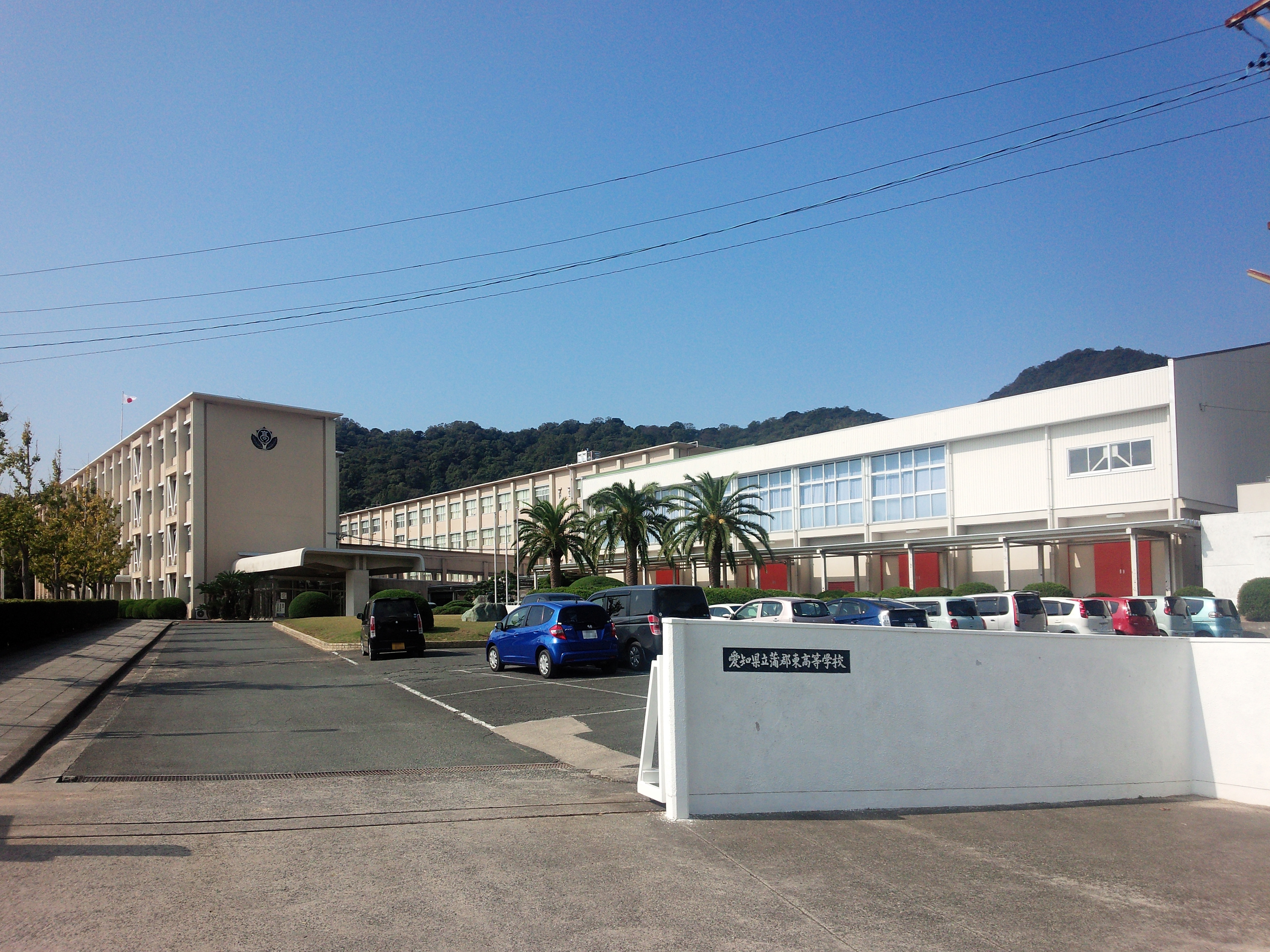
校門

- 細江純子[3] - 元騎手（JRA（中央競馬）所属）、競馬評論家。競馬学校花の12期生、JRA初の女性ジョッキーの1人としても話題になった。
- 鈴木寿明 - 蒲郡市長

## その他
1968年（昭和43年）創立当時、愛知県で2校以上県立男女共学普通科高校がある市は、名古屋市、岡崎市、豊橋市、一宮市等に限られ、本校の設置は将来の進学率上昇を見据えたものだった。
蒲郡高校との学校群が予定されたが、1971年（昭和46年）の第1回生卒業から進学校としての評価が高かったことから、レベルの低下を危惧した地元の反対を受けて学校群制度が見送られた経緯がある。
1973年（昭和48年）に学校群制度開始後、東三河の伝統校である時習館高校が豊橋南高校と豊橋第一学校群（通称：豊橋一群）を組んだことから、蒲郡市の豊橋一群受験生は遠距離通学となる豊橋南高を避けるために蒲郡東高に好成績の受験生が集まった。